# 殷穆
殷穆（379年—438年6月28日），东晋、南朝宋官员，陳郡長平县人，殷允的儿子，祖父殷融是殷浩的叔父。
東晋末年殷穆担任五兵尚書，在劉裕府内担任相国左長史。永初元年（420年），劉裕即位，殷穆受位散騎常侍。历任国子祭酒、五兵尚書、吴郡太守。元嘉元年（424年）宋文帝即位，殷穆受位金紫光禄大夫，兼竟陵王師。元嘉四年（427年）六月，受護軍将軍之号。元嘉九年（432年）四月，殷穆受位特進、右光禄大夫，兼始興王師。元嘉十五年五月二十日（438年6月28日），在官任上去世。享年六十岁，諡元子。

## 子
- 殷淳
- 殷沖，字希遠，历任中書黄門郎、太子中庶子、尚書吏部郎、御史中丞、吴興郡太守、度支尚書。劉劭殺害文帝，殷沖担任侍中、護軍、司隷校尉，宋孝武帝攻克建康，殺害殷沖
- 殷淡，字夷遠、历任黄門吏部郎、太子中庶子、步兵校尉